# Новацкий, Витольд
Витольд Новацкий (20 июля 1911, Закшево, Великопольское воеводство — 23 августа 1986, Варшава) — учёный в области строительной механики, теории упругости и термоупругости. Профессор Гданьского технологического университета, Варшавского университета и Варшавского технологического университета. Президент Академии наук Польши (1978—1980).

## Биография
Окончил государственную гимназию города Накло-над-Нотецью.
Во время Второй мировой войны был в лагере для военнопленных в Добегневе, где организовал политехнические курсы.
Получил докторскую степень в Техническом университете Варшавы в сентябре 1945 года. 15 сентября 1945 возглавил факультет сопротивления материалов и структурного анализа, а также стал вице-деканом факультета гражданского строительства Гданьского университета. В 1952 году переехал в Варшаву, где участвовал в организации Польской академии наук (ПАН) в качестве учёного секретаря секции технических наук (IV). Член-корреспондент ПАН (1952), академик (1956). С 1969 по 1977 год вице-президент, с 1978 по 1980 год — Президент Академии наук Польши.
В 1971 году присвоено звание Почётного доктора Технического университета Гданьска, в 1979 году звание Почётного доктора университета технологии, в 1981 году звание Почётного доктора Университета Лодзи и Варшавского университета. Состоял членом Королевского общества и Академии наук СССР.
21 июля 1977 награждён орденом Строителей Народной Польши.
Похоронен на кладбище Старые Повонзки в Варшаве.

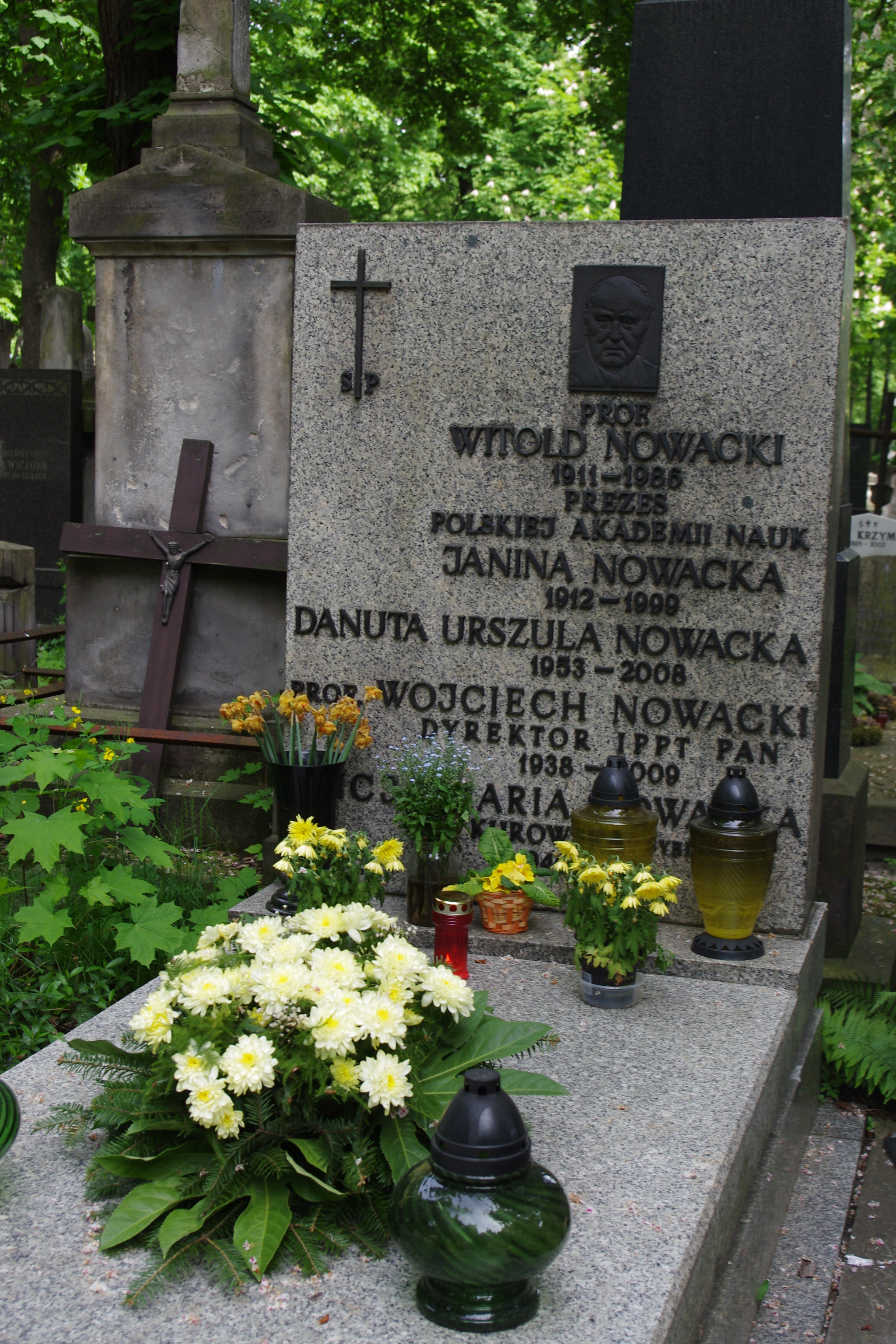
могила В. Новацкого на Повонзковском кладбище (Старые Повонзки)

## Научные интересы
Занимался вопросами статики и динамики, особенно в заложенной трудами М. Хубера теории упругости, вязкоупругости.
Написал первую в мировой литературе монографию по теории связанной термоупругости.

## Семья
- сын — Витольд Новацкий — ректор Польско-Японской академии информационных технологий.
- Изабелла Новацкая — жена Витольда — министр социальной политики в 2004-2005 годах, погибла в авиакатастрофе в Смоленске 10 апреля 2010 года.
- Барбара Новацкая — внучка, дочь Витольда Новацкого — министр национального образования с 2023 года.